# Tenuiphantes cantabropyrenaeus
Tenuiphantes cantabropyrenaeus es una especie de araña araneomorfa del género Tenuiphantes, familia Linyphiidae. La especie fue descrita científicamente por Bosmans en 2016.
La longitud del prosoma del macho es de 0,92-1,14 milímetros y el de la hembra 0,90-0,99 milímetros. La longitud del cuerpo del macho y la hembra es de 1,8-2,2 milímetros. La especie se distribuye por Europa: España y Francia.